# Rzeźba fluwialno-denudacyjna
Rzeźba fluwialno-denudacyjna – genetyczny typ rzeźby terenu występujący we wszystkich strefach klimatycznych. Głównym procesami morfogenetycznymi w obszarach o rzeźbie fluwialno-denudacyjnej są procesy fluwialne związane z działalnością rzek oraz procesy denudacyjne. 
Głównymi formami rzeźby są wzniesienia międzydolinne oraz doliny. Formy międzydolinne wykształcone są zazwyczaj jako pojedyncze wzniesienia (ostańce denudacyjne, twardzielce) lub grzbiety. Wykształcenie form dolinnych jest ściśle związane z budową geologiczną obszaru, a także od rodzaju i intensywności głównych i drugorzędnych procesów morfogenetycznych. 
Inny będzie charakter rzeźby fluwialno-denudacyjnej w obszarach o budowie fałdowej, płytowej, zrębowej czy wulkanicznej.